# Nicholas Haddock

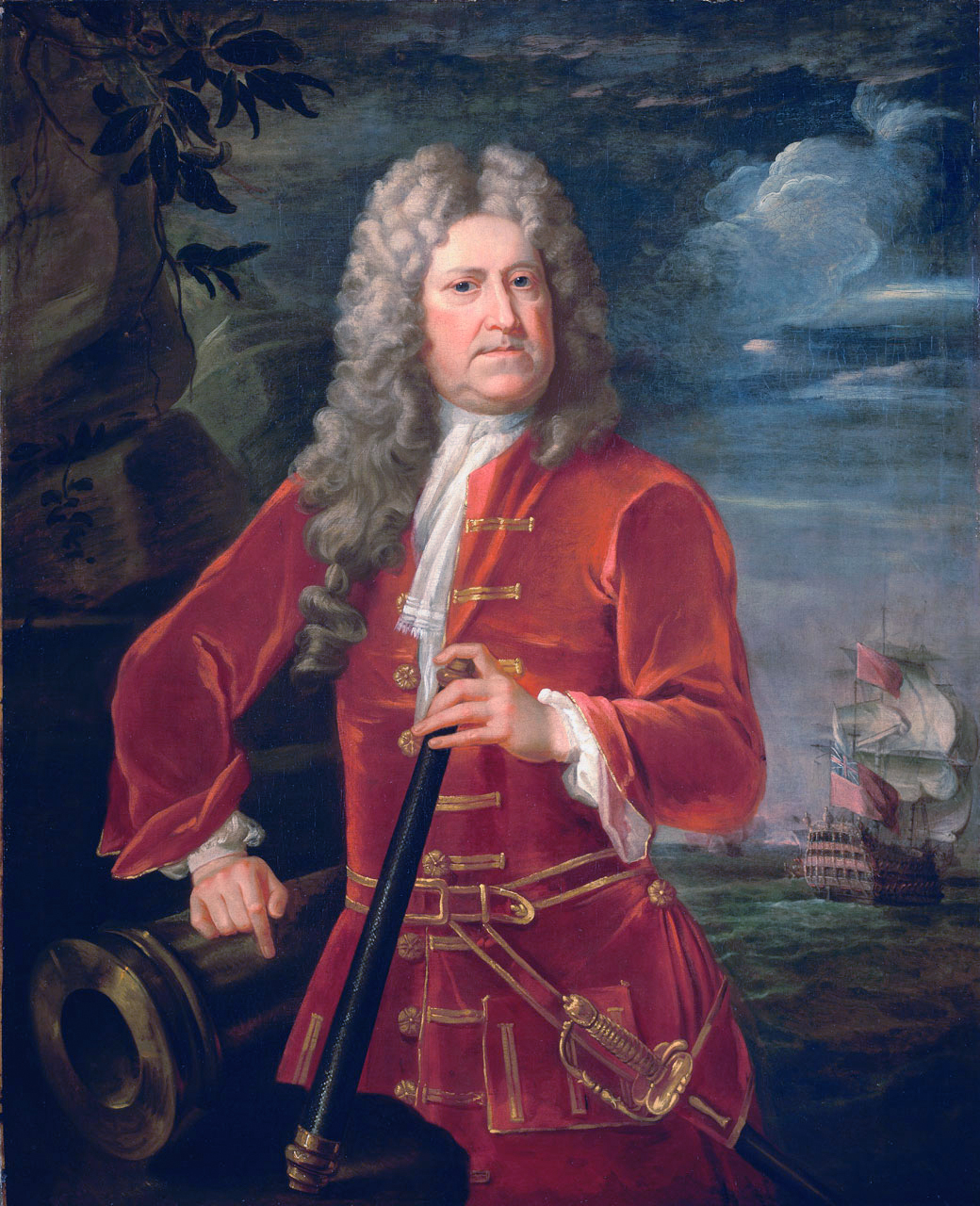
Nicholas Haddok, amiral och parlamentsledamot

Nicholas Haddock, född 1686, död 1746, var en amiral i brittiska flottan och parlamentsledamot. Han deltog i slaget vid Vigo 1702. Som löjtnant deltog han vid hjälpinsatsen i Barcelona 1706. 1718 deltog han i slaget i Cape Passaro, som kapten och ansvarig för attacken. 1738-1742 var han ansvarig för medelhavsflottan. Han lyckades blockera den spanska kusten och ta värdefulla tillgångar, bland annat två skepp med värdefulla skatter. För sina förtjänster upphöjdes han till att bli vice amiral 1741 och amiral 1744. Haddock tjänade också som parlamentsledamot för Rochester, Kent. Det är också känt att han köpte Wrotham Place, Wrotham i Kent 1723 och att han vid sin död efterlämnade tre söner och en dotter. 